# 국립환경인재개발원
국립환경인재개발원(國立環境人材開發院, National Institute of Environmental Human Resources Development, 약칭: NIEHRD)은 환경 분야 업무에 종사하는 공무원과 민간인 등의 교육·훈련에 관한 사무를 관장하는 대한민국 환경부의 소속기관이다. 2006년 2월 1일 발족하였으며, 인천광역시 서구 환경로 42에 위치하고 있다. 원장은 고위공무원단 나등급에 속하는 일반직공무원으로 보한다.

## 직무
- 보안·문서·인사·관인 관리·예산·결산 및 회계에 관한 사항
- 환경 분야 교육훈련 기법의 연구·개발 등 기본계획의 수립
- 환경 분야 교육훈련 수요조사 및 교육훈련과정의 개발·운영
- 교육훈련기관 간 상호협력 및 환경 분야 교육훈련에 관한 국제협력사업
- 환경 분야 교육훈련교재의 개발·제작 및 관리
- 환경 분야 교육훈련 결과의 종합분석·평가 및 교육실적의 관리
- 환경측정분석사 검정·교육에 관한 사항
- 그 밖에 환경 분야 교육과정의 운영 등에 관한 사항

## 연혁
- 1980년 1월 18일: 국립환경연구소에 교학과를 설치.
- 1986년 10월 29일: 국립환경연구원 하부조직으로 변경.
- 1990년 1월 3일: 훈련부로 개편.
- 1991년 12월 31일: 환경처 소속 환경공무원교육원으로 개편.
- 1999년 1월 1일: 국립환경연구원 환경연수부로 개편.
- 2005년 7월 22일: 국립환경과학원 하부조직으로 변경.
- 2006년 2월 1일: 환경부 소속 국립환경인력개발원으로 분리.
- 2017년 5월 7일: 국립환경인재개발원으로 개편.

## 조직

### 원장
- 교육기획과[1][2]
- 인력개발과[1]

## 같이 보기
- 국가공무원인재개발원
- 중앙교육연수원
- 통일교육원
- 법무연수원
- 지방행정연수원
- 농식품공무원교육원
- 우정공무원교육원
- 국토교통인재개발원